# Шість епох світу

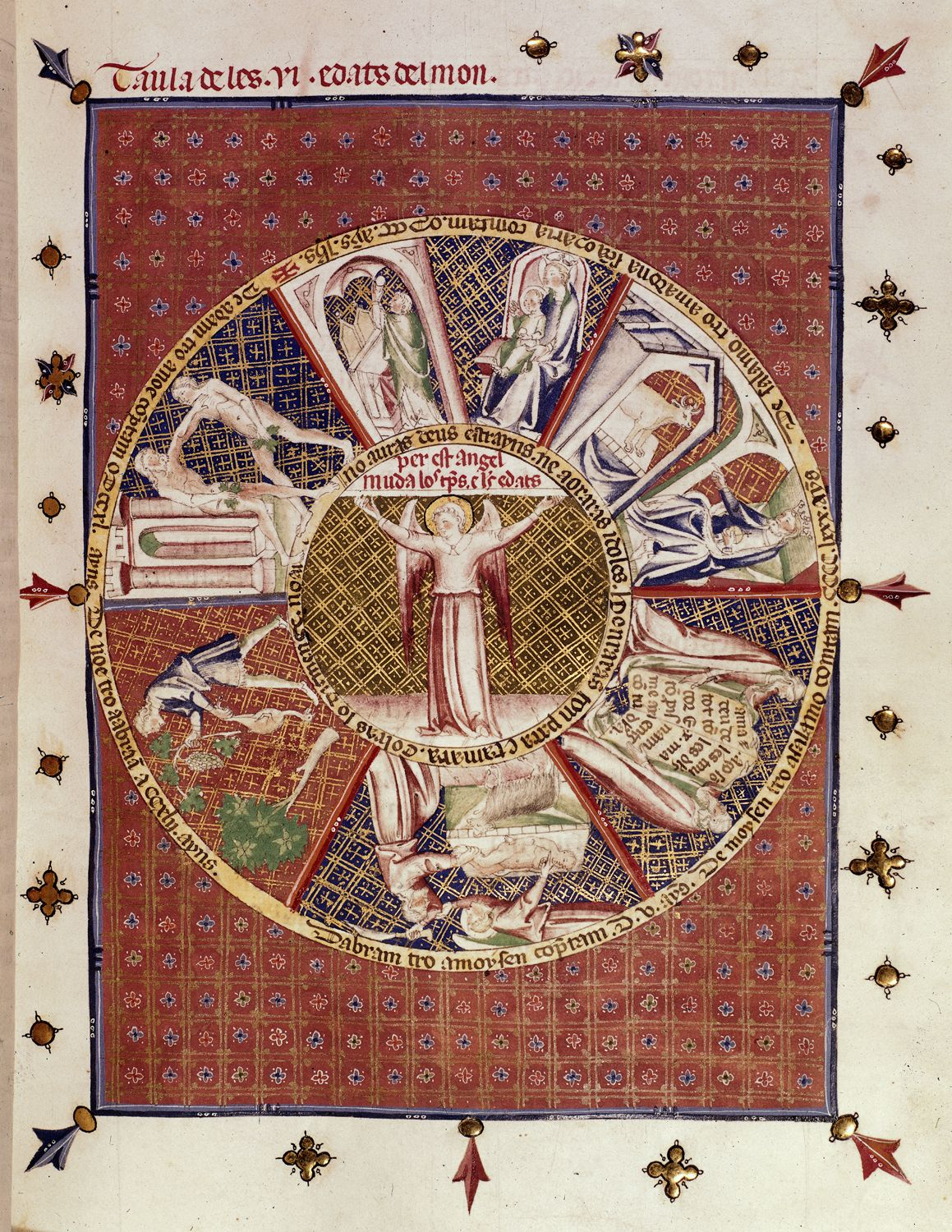
Шість епох світу (іспанський рукопис)

Шість епох світу — це виклад історичної періодизації у християнстві, вперше описаний під авторством Августина Аврелія приблизно у 400 році. В основі викладу покладені християнські релігійні події, від народження Адама до Апокаліпсису. Теорія цих шести історичних періодів була широко розповсюджена у Середньовіччі, і аж до Відродження історичні праці були загалом присвячені доповненням усіх чи декількох частин цього викладу.
У викладі визнано Сім епох, за аналогією до семи днів тижня, при цьому Сьома епоха — це вічний спокій після Судного дня та Апокаліпсису, за аналогією до сьомого дня тижня, призначеного для спочинку. Була унормована назва Шість епох світу, оскільки вони були періодами історії світу, у той час коли Сьома епоха стосувалася не цього світу і мала тривати вічно.

## Шість епох
Шість Епох найкраще описав Августин Аврелій у своїй праці «De catechizandis rudibus» (Про настанови ненавченим), Глава 22:
1. Перша Епоха: «Перша — від появи людського роду, а саме від Адама, що був першою створеною людиною на Землі, і аж до Ноя, який змайстрував ковчег у час потопу.»
2. Друга Епоха: «… триває від тих часів і аж до Авраама, якого називали батьком багатьох…»
3. Третя Епоха: «Третя епоха триває від Авраама до царя Давида.»
4. Четверта Епоха: «Четверта — від Давида до того полону, коли Божі люди перейшли до Вавилону.»
5. П'ята Епоха: «П'ята — від того переселення і аж до пришестя Христа.»
6. Шоста Епоха: «З Його [Ісуса Христа] пришестям розпочалася шоста епоха.»

## Теорія
Ідея, що кожна епоха триває тисячу років, базується на біблійному стиху з Другого послання апостола Петра (3:8):
|  | Одне нехай не буде заховане від вас, о любі: що один день перед Господом, як тисяча літ, і тисяча літ, як один день. |

Одне з тлумачень твердить, що людство проіснує шість тисячорічних періодів, а сьомим буде вічність у небесах, згідно з Нікейським символом віри: «Очікую воскресіння мертвих і життя майбутнього віку».
Середньовічні християнські богослови були переконані, що визначити тривалість людської історії (від Адама) можливо, підраховуючи покоління, що були до Ісуса, на основі епох, згаданих у Біблії. Хоч конкретний вік Землі був питанням різних тлумачень Біблії, існувало спільне бачення, що люди живуть в останньому тисячолітті (шостій епосі), і що сьома епоха може настати в будь-яку мить. Світ розглядався як старий, з більшістю часу вже в минулому, а не в майбутньому.